# Arvid Lindblad
Arvid Anand Olof Lindblad (Surrey, Reino Unido; 8 de agosto de 2007) es un piloto de automovilismo británico-sueco. Es miembro del Equipo Júnior de Red Bull desde 2022. En 2023, resultó tercero en el Campeonato de Italia de F4, cuarto en el Campeonato Euro 4 y quinto en la F4 EAU. En 2024 fue cuarto como debutante en el Campeonato de Fórmula 3 de la FIA con Prema Racing, consiguiendo cuatro victorias, equipo con el que participó en las series pasadas. En 2025 es piloto de Campos Racing en el Campeonato de Fórmula 2 de la FIA y fue campeón de la Fórmula Regional de Oceanía.
El 4 de julio de 2025, formó parte en la primera sesión de entrenamientos libres del Gran Premio de Gran Bretaña de 2025 con Red Bull. Con 17 años, cinco meses y 13 días, se convirtió en el segundo piloto más joven en la historia de la Fórmula 1 en participar en un fin de semana de Gran Premio, por detrás de Max Verstappen.

## Carrera

### Fórmula 3
En 31 de octubre de 2024, Linblad firmó para competir con Prema Racing en el Campeonato de Fórmula 3 de la FIA del 2024, junto con el piloto italiano Gabriele Minì, y el piloto sueco Dino Beganovic. En su primera carrera en la categoría en la ronda de Sakhir, se convirtió en el piloto más joven de la historia en ganar una carrera de Fórmula 3 (16 años, 6 meses y 21 días).

### Fórmula 2
En 2025 se confirmó su ascenso a Fórmula 2 con el equipo Campos Racing, formando una alineación de pilotos del Equipo Júnior de Red Bull junto al también español Pepe Martí. En la ronda de Yeda se convirtió en el piloto más joven de la historia en ganar una carrera de la categoría (17 años, 8 meses y 11 días), por delante de su compañero Pepe Martí y Alex Dunne en la carrera sprint, logrando un récord que también posee en Fórmula 3.

## Resumen de carrera
| Temporada | Categoría                                       | Equipo                        | Carreras          | Victorias         | Poles             | VR                | Podios            | Puntos            | Pos.              |
| --------- | ----------------------------------------------- | ----------------------------- | ----------------- | ----------------- | ----------------- | ----------------- | ----------------- | ----------------- | ----------------- |
| 2022      | Campeonato de Italia de Fórmula 4               | Van Amersfoort Racing         | 8                 | 0                 | 0                 | 0                 | 0                 | 12                | 17.º              |
| 2023      | Campeonato de EAU de Fórmula 4                  | Hitech Grand Prix             | 15                | 1                 | 1                 | 1                 | 3                 | 107               | 5.º               |
| 2023      | Campeonato de Italia de Fórmula 4               | Prema Racing                  | 21                | 6                 | 4                 | 3                 | 10                | 263.5             | 3.º               |
| 2023      | Campeonato Euro 4                               | Prema Racing                  | 9                 | 1                 | 1                 | 2                 | 4                 | 124               | 4.º               |
| 2023      | Campeonato del Sudeste Asiático de Fórmula 4    | SJM Theodore Prema Racing     | 2                 | 2                 | 2                 | 2                 | 2                 | 0                 | NC†               |
| 2024      | Campeonato de Fórmula Regional de Medio Oriente | Mumbai Falcons Racing Limited | 9                 | 1                 | 0                 | 0                 | 1                 | 33                | 13.º              |
| 2024      | Campeonato de Fórmula 3 de la FIA               | Prema Racing                  | 20                | 4                 | 0                 | 1                 | 5                 | 113               | 4.º               |
| 2025      | Campeonato de Fórmula Regional de Oceanía       | M2 Competition                | 15                | 6                 | 6                 | 6                 | 12                | 370               | 1.º               |
| 2025      | Campeonato de Fórmula 2 de la FIA               | Campos Racing                 | Disputándose      | Disputándose      | Disputándose      | Disputándose      | Disputándose      | Disputándose      | Disputándose      |
| 2025      | Fórmula 1                                       | Oracle Red Bull Racing        | Piloto de pruebas | Piloto de pruebas | Piloto de pruebas | Piloto de pruebas | Piloto de pruebas | Piloto de pruebas | Piloto de pruebas |
| Fuente:   |                                                 |                               |                   |                   |                   |                   |                   |                   |                   |

- † Era piloto invitado, por lo que no sumó puntos.

## Resultados

### Campeonato de Italia de Fórmula 4
(Clave) (negrita indica pole position) (cursiva indica vuelta rápida puntuable)

| Año     | Equipo                | 1   | 1   | 1   | 2   | 2   | 2   | 3   | 3   | 3   | 4   | 4   | 4   | 5   | 5   | 5   | 5   | 6   | 6   | 6   | 7   | 7   | 7   | Pos. | Puntos |
| ------- | --------------------- | --- | --- | --- | --- | --- | --- | --- | --- | --- | --- | --- | --- | --- | --- | --- | --- | --- | --- | --- | --- | --- | --- | ---- | ------ |
| 2022    | Van Amersfoort Racing | IMO | IMO | IMO | MIS | MIS | MIS | SPA | SPA | SPA | VLL | VLL | VLL | SPI | SPI | SPI | SPI | MNZ | MNZ | MNZ | MUG | MUG | MUG | 17.º | 12     |
| 2022    | Van Amersfoort Racing |     |     |     |     |     |     |     |     |     |     |     |     | 15  | 15  |     | 22  | 7   | 9   | C   | 21  | Ret | 8   | 17.º | 12     |
| Fuente: |                       |     |     |     |     |     |     |     |     |     |     |     |     |     |     |     |     |     |     |     |     |     |     |      |        |

| Año     | Equipo       | 1   | 1   | 1   | 1   | 2   | 2   | 2   | 3   | 3   | 3   | 4   | 4   | 4   | 4   | 4   | 4   | 6   | 6   | 6   | 7   | 7   | 7   | Pos. | Puntos |
| ------- | ------------ | --- | --- | --- | --- | --- | --- | --- | --- | --- | --- | --- | --- | --- | --- | --- | --- | --- | --- | --- | --- | --- | --- | ---- | ------ |
| 2023    | Prema Racing | IMO | IMO | IMO | IMO | MIS | MIS | MIS | SPA | SPA | SPA | MNZ | MNZ | MNZ | LEC | LEC | LEC | MUG | MUG | MUG | VLL | VLL | VLL | 3.º  | 263.5  |
| 2023    | Prema Racing |     | 2   | 2   | 1   | 2   | 1   | 1   | 5   | 3   | Ret | 1   | 1   | 1   | 8   | 4   | 6   | 5   | 31† | 10  | 6   | 9   | 14  | 3.º  | 263.5  |
| Fuente: |              |     |     |     |     |     |     |     |     |     |     |     |     |     |     |     |     |     |     |     |     |     |     |      |        |

### Campeonato de EAU de Fórmula 4
(Clave) (negrita indica pole position) (cursiva indica vuelta rápida puntuable)

| Año     | Equipo            | 1    | 1    | 1    | 2    | 2    | 2    | 3    | 3    | 3    | 4    | 4    | 4    | 5   | 5   | 5   | Pos. | Puntos |
| ------- | ----------------- | ---- | ---- | ---- | ---- | ---- | ---- | ---- | ---- | ---- | ---- | ---- | ---- | --- | --- | --- | ---- | ------ |
| 2023    | Hitech Grand Prix | DUB1 | DUB1 | DUB1 | KUW1 | KUW1 | KUW1 | KUW2 | KUW2 | KUW2 | DUB2 | DUB2 | DUB2 | YMC | YMC | YMC | 5.º  | 107    |
| 2023    | Hitech Grand Prix | 8    | 3    | 1    | 5    | 33   | 7    | Ret  | 16   | 5    | Ret  | 19   | 4    | 3   | 5   | Ret | 5.º  | 107    |
| Fuente: |                   |      |      |      |      |      |      |      |      |      |      |      |      |     |     |     |      |        |

### Campeonato Euro 4
| Año     | Equipo       | 1   | 1   | 1   | 2   | 2   | 2   | 3   | 3   | 3   | Pos. | Puntos |
| ------- | ------------ | --- | --- | --- | --- | --- | --- | --- | --- | --- | ---- | ------ |
| 2023    | Prema Racing | MUG | MUG | MUG | MNZ | MNZ | MNZ | BAR | BAR | BAR | 4.º  | 124    |
| 2023    | Prema Racing | 4   | 4   | 5   | 2   | 2   | 1   | 2   | 10  | 11  | 4.º  | 124    |
| Fuente: |              |     |     |     |     |     |     |     |     |     |      |        |

### Campeonato de Fórmula 3 de la FIA
(Clave) (negrita indica pole position) (cursiva indica vuelta rápida puntuable)

| Año  | Escudería    | 1   | 1   | 2   | 2   | 3   | 3   | 4   | 4   | 5   | 5   | 6   | 6   | 7   | 7   | 8   | 8   | 9   | 9   | 10  | 10  | Pos. | Puntos | Ref.   |
| ---- | ------------ | --- | --- | --- | --- | --- | --- | --- | --- | --- | --- | --- | --- | --- | --- | --- | --- | --- | --- | --- | --- | ---- | ------ | ------ |
| 2024 | Prema Racing | SAK | SAK | MEL | MEL | IMO | IMO | MON | MON | BAR | BAR | SPI | SPI | SIL | SIL | BUD | BUD | SPA | SPA | MNZ | MNZ | 4.º  | 113    | [ 15 ] |
| 2024 | Prema Racing | 1   | 8   | 2   | 11  | 8   | 7   | Ret | 4   | 9   | 1   | Ret | 7   | 1   | 1   | 15  | 28† | 15  | Ret | 12  | 16  | 4.º  | 113    | [ 15 ] |

### Campeonato de Fórmula 2 de la FIA
(Clave) (negrita indica pole position) (cursiva indica vuelta rápida puntuable)

| Año   | Escudería     | 1   | 1   | 2   | 2   | 3   | 3   | 4   | 4   | 5   | 5   | 6   | 6   | 7   | 7   | 8   | 8   | 9   | 9   | 10  | 10  | 11  | 11  | 12  | 12  | 13  | 13  | 14  | 14  | Pos. | Puntos | Ref.   |
| ----- | ------------- | --- | --- | --- | --- | --- | --- | --- | --- | --- | --- | --- | --- | --- | --- | --- | --- | --- | --- | --- | --- | --- | --- | --- | --- | --- | --- | --- | --- | ---- | ------ | ------ |
| 2025* | Campos Racing | MEL | MEL | SAK | SAK | YED | YED | IMO | IMO | MON | MON | BAR | BAR | SPI | SPI | SIL | SIL | SPA | SPA | BUD | BUD | MNZ | MNZ | BAK | BAK | LUS | LUS | YMC | YMC | 6.º  | 84     | [ 16 ] |
| 2025* | Campos Racing | 10  | C   | 5   | 8   | 1   | 7   | 2   | 4   | 8   | 5   | 8   | 1   | Ret | 12  | 9   | 8   |     |     |     |     |     |     |     |     |     |     |     |     | 6.º  | 84     | [ 16 ] |

- * Temporada en progreso.

### Fórmula 1
(Clave) (negrita indica pole position) (cursiva indica vuelta rápida)

| Año     | Escudería              | 1   | 2   | 3   | 4   | 5   | 6   | 7   | 8   | 9   | 10  | 11  | 12     | 13  | 14  | 15  | 16  | 17  | 18  | 19  | 20  | 21  | 22  | 23  | 24  | Pos. | Puntos |
| ------- | ---------------------- | --- | --- | --- | --- | --- | --- | --- | --- | --- | --- | --- | ------ | --- | --- | --- | --- | --- | --- | --- | --- | --- | --- | --- | --- | ---- | ------ |
| 2025    | Oracle Red Bull Racing | AUS | CHN | JPN | BHR | ARA | MIA | EMI | MON | ESP | CAN | AUT | GBR TD | BEL | HUN | NED | ITA | AZE | SIN | USA | MEX | SÃO | LVG | QAT | ABU |      |        |
| Fuente: |                        |     |     |     |     |     |     |     |     |     |     |     |        |     |     |     |     |     |     |     |     |     |     |     |     |      |        |